# Remington Rolling Block
El Remington Rolling Block era un fusil de retrocarga producido desde mediados de la década de 1860 hasta inicios del siglo XX por E. Remington and Sons (más tarde rebautizada como Remington Arms). Su cerrojo era extremadamente fuerte, pudiendo resistir con facilidad la creciente presión producida por las nuevas pólvoras sin humo que empezaron a emplearse a fines de la década de 1880.

## Historia
El Remington Rolling Block fue fabricado en diversos calibres y empleaba una variedad de cartuchos, tanto de percusión anular como de percusión central, incluyendo a los cartuchos suecos y noruegos de percusión anular 12,17 x 42 R, 12,17 x 44 R, y el 12,17 x 44 R de percusión central, .43 Spanish (11,15 x 57 R Español), .50-70 Government, .45-70 y posteriormente .22 Long Rifle. Los últimos modelos producidos empleaban los cartuchos .30-06 Springfield, 7 x 57 Mauser y 8 x 50 R Lebel.
En servicio sueco empleó los cartuchos de percusión anular 12,17 x 42 RF y 12,17 x 44 RF (que eran intercambiables) y hacia el final de su vida útil también empleó el 8 x 58 R Danés de percusión central, siendo el fusil estándar del Ejército sueco desde 1867 hasta mediados de la década de 1890 (cuando fue reemplazado por el Mauser sueco) y también del Ejército noruego desde 1867 hasta mediados de la década de 1880 (cuando fue reemplazado por el Jarmann M1884). Fue el principal fusil estándar del ejército español desde 1870 a 1893 (cuando se adoptó el Mauser Modelo 1893), empleando el cartucho 11,15 x 57 R Español, siendo empleado por unidades de reserva y milicias después de su retiro. Argentina empleó varios modelos del Remington Rolling Block en especial los modelos 1866 y 1871 en la Conquista del Desierto hasta que fueron reemplazados por el Mauser de 7,65 mm en 1891, siendo también empleados por Egipto y México. El Remington Rolling Block también fue el fusil estándar del Ejército danés. Durante la guerra franco-prusiana, Francia compró 210 000 fusiles Remington para cubrir la escasez de su fusil estándar Chassepot.

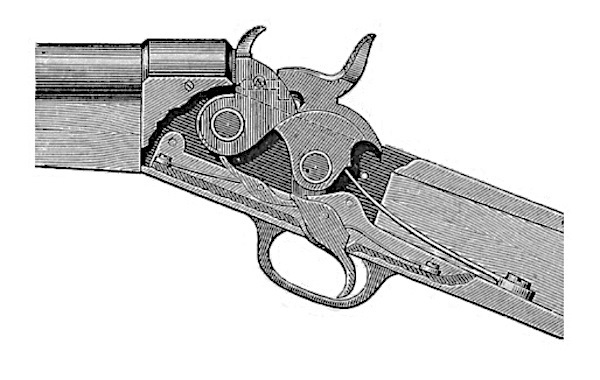
Esquema del cerrojo pivotante de un Remington Rolling-Block.

Suecia y Noruega (en aquel entonces eran el Reino Unido de Suecia y Noruega adoptaron el fusil en 1867, siendo entre las primeras naciones en adoptar el Remington Rolling Block como su fusil militar estándar, produciéndose bajo licencia una gran cantidad de carabinas y fusiles Remington Rolling Block en Suecia y Noruega. En Suecia se produjeron unos 250.000 fusiles y carabinas militares, así como 85.000 fusiles de cacería, por la Carl Gustafs Stads Gevärsfaktori (arsenal estatal) y la Husqvarna Vapenfabriks Aktiebolag, así como unos 53 000 fusiles militares producidos en Noruega por la Kongsberg Vaapenfabrik. Los Remington Rolling Block civiles, así como los fusiles militares sobrantes, se volvieron muy populares entre los cazadores escandinavos, especialmente para cazar alces y su munición estuvo disponible en el mercado civil hasta las décadas de 1920 y 1930.
Durante la Primera Guerra Mundial, la Royal Navy británica compró 4500 fusiles Rolling Block de 7 mm del lote sobrante de Remington tras el cese de su producción, suministrándolos a las tripulaciones de dragaminas y buques-Q. En noviembre de 1914 se reinició la producción del Rolling Block, bajo la forma de un contrato francés para fusiles que empleasen el cartucho 8 x 50 R Lebel, designados en Francia como "Fusil Remington modèle 1914". Para 1916 se habían suministrado 100.291 fusiles, los cuales equiparon unidades de segunda línea.
Junto al Sharps, fue uno de los dos fusiles probablemente más utilizados por los cazadores estadounidenses de bisontes que diezmaron las manadas en las décadas de 1870 y 1880.[cita requerida]

## Variantes

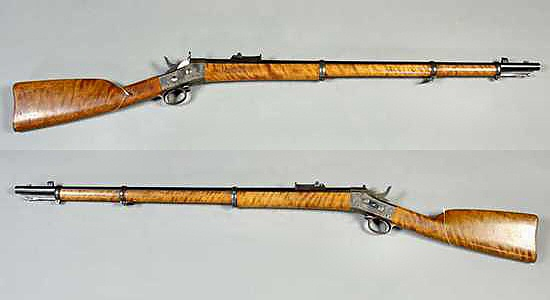
Carabina Remington M1867/84 sueca configurada para el cartucho 10.15x61mmR.

- Bagladeriffel M1867: versión para el mercado danés de la cual se produjeron aproximadamente 80,000 piezas. 40,540 ejemplares fueron fabricados por E. Remington and Sons entre 1867 y 1870 y el resto fue fabricado por la Fábrica de Armas de Copenhague (Geværfabrik Kjobenhaven) entre 1870 y 1888. Fue configurado para usar el cartucho de percusión anular 11.7x51mm. Tenía una culata de muñequera recta y tres bandas retenidas por resorte y contaba con miras traseras graduables a 1,370 yardas. El rifle tiene un peso de 9.25 libras, una longitud total de 50.4 pulgadas y un cañón de 35.7 pulgadas con estriado de 5 líneas.[4]

- Karabinen for rytter, artilleri og ingeniør M1867: Versión para el mercado danés de la cual fueron producidas aproximadamente 7,000 unidades (1,800 por E. Remington and Sons y 5,200 por la Fábrica de Armas de Copenhague) y era básicamente una versión recortada del Bagladeriffel m/1867 en el mismo calibre. Existieron 3 sub-versiones de esta carabina con ligeras diferencias una de otra: Carabina de artillería, carabina de caballería y carabina de ingenieros. Su peso es de 6.95 libras, su longitud total de 36 pulgadas y su cañón de 21.05 púlgadas.[4]

- Flådens Bagladeriffel M1867/93: Conversión hecha en 1893 a varios Bagladeriffel M1867 por la Fábrica de armas de Copenhague la cual incluyó un nuevo cañón y guardamanos, mira graduable a 2,000 metros y la posibilidad de montar una bayoneta M1893. El rifle fue configurado para usar el cartucho 8x58R Krag, siendo su nuevo peso total de 8.4 libras, con una longitud total de 40.25 pulgadas y un cañón de 29.15 pulgadas con estriado de 6 líneas.[4]

- Fusil Egipcio M1868: Versión ordenada por el gobierno de Egipto y fabricada por E. Remington and Sons. Fueron producidos 160,000 ejemplares aproximadamente, de los cuales 100,000 fueron vendidos a Francia durante la guerra franco-prusiana. Los rifles egipcios eran similares al Roling Block Americano Estándar con 3 bandas retenidas por resorte. Fueron configurados para usar el cartucho 11.43x50R. Su peso era de 9.15 libras, su longitud de 50.3 pulgadas y su cañón de 35 pulgadas con estriado de 5 líneas.[4]

- Navy Rifle M1870: Versión fabricada por Springfield Armory en calibre 50-70 para la Armada de Estados Unidos a través de la Navy Ordnance. Fueron producidos 10 mil ejemplares, los cuales fueron vendidos a Poultney & Trimble y posteriormente revendidos a Francia durante la guerra Franco-Prusiana. Posteriormente se mandó suplir con otros 12 mil ejemplares igualmente fabricados por Springfield Armory con alza de mira graduable a 1000 yardas. su cañón tenía 3 líneas de estriado con una longitud de 32.65 pulgadas, su peso era de 9 libras y su longitud total de 48.65 pulgadas.[4]

- M1871: Similar al M1870 pero con un cerrojo de bloqueo mejorado para evitar accidentes. Fueron producidas 10 mil unidades por Springfield Armory desde 1872 para la caballería del Ejército de Estados Unidos. Estaba calibrado para el cartucho 50-70, con una longitud total de 51.75 pulgadas, un peso de 9.25 libras, un cañón de 36 pulgadas con 3 líneas de estriado y una alza de mira graduable a 1,000 yardas. Una vez que el nuevo cerrojo de bloqueo fue rechazado por el Ejército de Estados Unidos, la milicia del estado de Nueva York decidió adquirir otras 21 mil unidades.[4]

- Fusil Remington Mle 1915: Versión fabricada por Remington para Francia durante la Primera Guerra Mundial y la cual era básicamente igual a la versión mexicana pero con un eyector mejorado. Fue configurado para usar el cartucho 8x51 mm y se ordenaron 100,000 unidades.[4]

- Fusil Remington M1897: Versión ordenada por el gobierno mexicano y distribuida a través de Marcellus Hartley & Co. entre 1897 y 1902. Contaba con muñequera recta, guardamanos que iba desde el recibidor hasta la banda-retén de cañón con la posibilidad de adaptar una bayoneta y su mira estaba graduada a 1,900 metros. El cañón tenía grabada la inscripción "7 M.M.S.M" (7mm caliber, spanish model). Estaba configurado para usar el cartucho 7x57 mm, su cañón medía 30 pulgadas, su longitud total era de 45.5 pulgadas y su peso de 8.5 libras.[4]

- Carabina Remington M1897: Versión recortada del fusil M1897 para el mercado mexicano y sin la posibilidad de adaptar bayonetas. Su mira fue graduada a 1,300 metros, su cañón medía 20 pulgadas, su longitud era de 36 pulgadas y su peso de 7.5 libras.[4]

- Remingtongevær M1867: Versión adoptada por Suecia y Noruega de los cuales fueron fabricados 5,000 ejemplares por Husqvarna Våpenfabrik en Suecia, 1,500 la fábrica de armas de Kongsberg y otros cientos por el Hovedarsenalet de Christiana (hoy Oslo) en Noruega, además de otros 10,000 ejemplares fabricados por E. Remington & Sons para Suecia. Tenía una mira graduada a 1030 yardas y estaba configurado para usar el cartucho 12.7x42 mm Rimfire. La versión noruega pesaba 9.92 libras, con un cañón de 37.3 pulgadas y una longitud total de 53.45 pulgadas, mientras la versión sueca pesaba 9.33 libras con un cañón de 36 pulgadas y una longitud total de 53.35 pulgadas. Algunos rifles suecos sobrevivientes fueron modificados para disparar el cartucho de entrenamiento 10.15×61mmR.[4]

- Cadet Rifle M1867/89: Versión con dos abrazaderas adoptada por el ejército de Suecia y configurado para usar el cartucho 8x58 mm Krag.  su longitud es de 43.7 pulgadas, su cañón de 27.55 pulgadas y su peso de 8.27 libras.[4]

- Remingtonkarabin for kavaleriet M1888: Conversión de aproximadamente 1500 piezas del fusil M1867 por la Kongsberg Vapenfabrikk que incluyó nueva culata, mira graduada a 1,600 metros y cañón ahora configurado para el cartucho 8x58 R Krag. Su peso era de 8.37 libras, su cañón de 24.2 pulgadas y su longitud total de 40.35 pulgadas.[4]

- Fusil Remington Norteamericano M1871: Versión fabricada por Remington adoptada por España para ser usada por el Ejército de Ultramar en Cuba. se caracterizaba por 3 bandas-retén de resorte, un corterón cóncavo y un alza de mira graduada a 1000 yardas. Estaba configurado para usar el cartucho 11x50 mm R; su cañón es de 35.1 pulgadas con 5 líneas de estriado, su longitud total de 50.3 pulgadas y su peso de 9.26 libras. Posteriormente fue fabricado por la Fábrica de Armas de Oviedo y Euscalduna de Placencia. Las versiones fabricadas en España tenían un cañón de 37 pulgadas con 6 líneas de estriado, una longitud total de 51.75 pulgadas y un peso de 9 libras.[4]

- Carabina Remington M1870: Versión fabricada por la Fábrica de Armas de Oviedo para los carabineros españoles y de las cuales se fabricaron alrededor de 6000 ejemplares. Es similar al M1871 español, con diferencias de longitud y con una banda-retén menos. Su cañón es de 27.15 pulgadas con 6 líneas de estriado, su longitud total de 42.15 pulgadas y su peso de 8.6 libras.[4]

- Mosquetón Remington M1871: Similar al fusil y a la carabina españoles de 1870-71, con ligeras diferencias de dimensiones además de usar abrazaderas de tornillo en lugar de abrazaderas de resorte. Fueron fabricados por Orbea Hermanos durante las guerras carlistas. Su cañón medía 32.3 pulgadas con 6 líneas de estriado, para el cartucho 11×58mmR su longitud total era de 46.85 pulgadas y su peso de 8.85 pulgadas. Euscalduna de Placencia también fabricó este tipo de fusiles durante dicha guerra con ligeras variaciones en cuanto a sus dimensiones.[4]

- Fusil Remington para Guardias del Rey: Producido por la Fábrica de Armas de Oviedo en pequeñas cantidades (entre 300 y 500 unidades) para la protección del rey Amadeo I, contaba con 3 abrazaderas, alza de mira graduada a 1,000 yardas y la posibilidad de adaptar bayoneta. Su cañón medía 37 pulgadas con 6 líneas de estriado, 51.75 pulgadas de longitud total y 9.37 libras de peso.[4]

- Tercerola Remington M1871: Versión semi-experimental calibre 11×58mmR hecha por la Fábrica de Armas de Oviedo en 1885, de la cual se produjeron 25880 ejemplares. La culata estaba unida al cañón por una sola abrazadera de tornillo y su alza de mira estaba ajustada a 600 metros. Su cañón medía 23.15 pulgadas con 6 líneas de estriado, 37.9 pulgadas de longitud total y 7.23 libras de peso.[4]

- Mosquetón Remington M1874: Variante del M1871 con 2 abrazaderas adoptada  por el Cuerpo de Ingenieros y los Artilleros de plaza y posteriormente por el Brigada de Administración Militar de España. Fueron fabricadas 15500 unidades por la Fábrica de Armas de Oviedo configuradas para el cartucho 11x58 mm R y con alzas de mira graduadas a 600 metros. su longitud total es de 37.9 pulgadas, su cañón de 23.15 pulgadas y su peso de 7.65 libras.[4]

- Carabina Remington para Dragones M1889: Versión adoptada por la caballería española con 2 abrazaderas de resorte, alza de mira graduada a 1,200 metros y configurada para el cartucho 11x58R, de las cuales fueron fabricados solo 650 ejemplares por la Fábrica de Armas de Oviedo. Su cañón tiene 31.55 pulgadas de longitud con 6 líneas de estriado, una longitud total de 46.25 pulgadas y un peso de 8.7 libras.[4]

- Light Model Sporting Carbine: Tras el fracaso de E. Remington & Sons en 1886, la nueva Remington Arms Company tenía millares de Rolling Blocks incompletos, por lo que se decidió continuar con su ensamble para reducir el inventario de partes obsoletas entre los años de 1888 y 1908. Su alza de mira estaba graduada a 500 yardas y estaba configurado para el cartucho 32-20 Winchester, su cañón tenía 20 pulgadas de longitud, su largo total era de 35.2 pulgadas y su peso de 5.5 libras.[4]

- No. 1 Sporting Rifle: Versión producida entre 1867 y 1886 por E. Remington & Sons y entre 1886 y 1890 por Remington Arms Company que se caracterizaba principalmente por tener un cañón octagonal (en diferentes medidas de longitud) y que podía estar configurado para una variedad de cartuchos: 32-20 Win, 32-40 Ballard, 38-40 Remington, 40-50 Sharps, 40-70 Remington, .43 Español, .44 S&W, 44-40 Win, 44-77 Sharps, 44-90 Creedmoor o 50-70 Government.[4]

- No. 1 Hunter Busines and Black Hills Rifle: producido entre 1875 y 1882, fue una variante menor del No.1 Sporting Rifle pero con cañón redondo en lugar de octagonal y calibrado para el cartucho 45-70. Su cañón era de 28 pulgadas y su peso de 7.5 libras.[4]

- No. 1-1/2 Sporting Rifle: Producido entre 1888 y 1897, era una versión más ligera del Busines and Black Hills con cañón octogonal y calibrado para cartuchos desde .22 LR hasta calibre .38.[4]

- Mid Range Target Rifle: Producido entre 1875 y 1890 y basado en el No. 1 Sporting Rifle con cañón semi-octagonal cuya longitud oscilaba entre las 28 y las 30 pulgadas y calibrado para una serie de cartuchos desde el 40-50 Sharps y el 50-70.[4]

- No. 2 Sporting Rifle: Producido entre 1872 y 1910 con cañón octogonal cuya longitud iba desde las 24 hasta las 30 pulgadas y su peso variaba entre 5.5 y 8 libras. Podía estar configurado para una variedad de cartuchos, entre los que se incluyen: 25-20 Single Shot, 25-20 Win, 32-20 Win, 32-40 Rem, 38-40 Rem, 38-40 Win,  y 44-40 Win.[4]

- No. 3 Sporting Rifle: Configurado para una variedad de cartuchos desde el calibre .22 hasta el .45, es similar a los Rolling Blocks estándar pero con los contornos del recibidor notablemente más cuadrados. Su longitud típica era de 43.8 pulgadas, su cañón de 28 pulgadas con 5 líneas de estriado y su peso de 8.5 libras.[4]

- No. 3 Hunter's Rifle: Calibrado para una variedad de cartuchos desde el 25-20 hasta el 50-70 y con cañón semi-octagonal cuya longitud oscilaba entre 26 y 30 pulgadas.[4]

- No. 3 Schuetzen Match Rifle: Menos de 200 unidades fueron fabricadas entre 1904 y 1907 con una alza de mira de vernier especial y mira frontal de túnel, calibrado para cartuchos 32-40 Ballard, 38-40 Remington, 38-50 Remington o 40-65 Remington.. Su cañón oscilaba entre 28 y 32 pulgadas, su largo total entre 49.5 a 53.5 pulgadas y su peso entre 11.5 a 13 libras.[4]

- No. 4 Sporting Rifle: Basado en el No. 2, patentado en 1902 pero fabricado entre 1890 y 1933 con cañón octagonal y configurado para diversos cartuchos: .22 Short, .22 Long, .22 LR, .25 Stevens, .32 Short y .32 Long rimfire.[4]

- No. 5 Sporting Rifle: Ofrecido entre 1898 y 1905 cuyo cañón variaba entre 24 y 28 pulgadas y su peso entre 7 y 7.5 libras. Se fabricó en diversos calibres: 7x57 Mauser, 30 M1903, 30-30 Win, 30-40 Krag, .202 British, .32-40 Remington High Powered, .32 Winchester Special y .38-55 Remington.[4]

- No. 6 Sporting Rifle: Fabricado por Remington entre 1901 y 1933, tenía características tanto del No. 2 como del No. 4. contaba con cañón de 20 pulgadas con 4 líneas de estriado, una longitud de 34.75 libras y un peso típico de 4 libras. Se comercializó en diversos cartuchos: .22 Short, .22 Long, .22 LR, .32 Short y .32 Long Rimfire.[4]

- No. 7 Sporting Rifle: Producido entre 1903 y 1911 con cañón octogonal entre 24 y 28 pulgadas con una longitud entre 38 y 42 pulgadas y un peso sobre las 6 libras. Su calibre variaba  desde el .22 Short, .22 LR o .25 Stevens.[4]

- Pedersoli Cavalry Rifle: con cañón semi-octagonal y mira trasera fija, es una recreación moderna del Rolling Block fabricado desde 1997 y disponible en .357 Magnum y 45-70. Su cañón es de 30 pulgadas, su longitud total de 45.75 pulgadas y su peso de 12.1 libras.[4]

- Pedersoli Infantry Rifle: con abrazadera única, miras traseras fijas y cañón octogonal, esta versión fabricada desde 1997 está disponible en calibre .357 mágnum y 45-70, ambas en versión "larga" o "corta". La versión larga tienen una longitud total de 46.75 pulgadas, un cañón de 30 pulgadas y un peso de 12.8 libras. Por su parte la versión corta tiene una longitud de 42.7 pulgadas, un cañón de 26 pulgadas y 11.7 libras de peso.[4]

- Pedersoli Long Range Creedmoor Rifle: Con una empuñadura mejorada tipo pistolet, mira frontal tipo túnel y cañón octogonal. Disponible para .357 magnum y 45-70. Su longitud es de 45.75 pulgadas, su cañón de 30 pulgadas y su peso de 10.5 libras.[4]

- Pedersoli Target Rifle: con cañón octagonal de baja densidad y la posibilidad de adaptar miras de competencia. Calibrado para .357 magnum o 45-70. Su longitud es de 45.75 pulgadas y su peso de 9.8 libras.[4]